# Associació Voltor
Associació Voltor és una associació fundada el 1985 per l'Obra Cultural Balear per a impulsar la normalització lingüística, i que promou i gestiona la recepció a les Illes Balears d'emissores institucionals de ràdio i televisió en llengua catalana: TV3, Canal 33, Canal 9, Catalunya Ràdio, Catalunya Música, Catalunya Informació i Ràdio Associació de Catalunya. El 1996 va rebre la Creu de Sant Jordi. El 2006 Pere Sampol (PSM) proposà que una fundació participada per Voltor i OCB gestionés les emissions en català a les Illes.